# Cheiloneurus obscurus
Cheiloneurus obscurus är en stekelart som beskrevs av Filippo Silvestri 1915. Cheiloneurus obscurus ingår i släktet Cheiloneurus och familjen sköldlussteklar.
Artens utbredningsområde är Eritrea. Inga underarter finns listade i Catalogue of Life.